# Theretra suifuna
Theretra suifuna är en fjärilsart som beskrevs av Otto Staudinger 1892. Theretra suifuna ingår i släktet Theretra och familjen svärmare. Inga underarter finns listade i Catalogue of Life.